# Abrota confinis
Abrota confinis är en fjärilsart som beskrevs av Felder 1859. Abrota confinis ingår i släktet Abrota och familjen praktfjärilar. Inga underarter finns listade i Catalogue of Life.